# Блистова (Корюківський район)
Блистова́ — село в Україні, у Менській міській громаді Корюківського району Чернігівської області. До 2016 центр сільської ради. До 2016 орган місцевого самоврядування — Блистівська сільська рада.
Кількість мешканців: 1988 — 1569.

## Географія
Село розташоване в долині річки Десни за 60 км від обласного центру Чернігів та за 28 км від центру громади Мена.
На західній стороні від села протікає річка Пулка, права притока Десни. Неподалік від села розташовані гідрологічні заказники — «Блистовське» та «Конохове».

## Історія
Початок заселення території села Блистова має дуже глибоке коріння. Люди тут селились ще в епоху кам'яної доби, про що свідчать знайдені на території села кам'яні сокири, молотки та інші знаряддя праці. На околицях знайдено три поселення неоліту (V—IV тис. до н. е.), одне поселення бронзи (II тис. до н. е.) і одне раннє слов'янське (III—V ст).
Тисячі років тому наші пращури сіверяни, і не тільки, будували житло біля річок, де знаходили собі найкращі умови для існування. Вони займалися рибальством, тваринництвом, хліборобством, організовували територіальні общини. Для захисту від набігів ворожих племен кочівників, вони огороджували свої поселення високим частоколом та обкопували глибоким ровом. Такі поселення мали назву «город». Всі історичні події того часу тримались лише на усних переказах. Писемність почала зароджуватись тільки в ІХ ст.

### Назва села
Назва села, за думкою багатьох, пішла з відповіді на питання: «Де ти живеш? — Близ ставу!» Звідси — Блистова. Озеро Блистов, на березі якого розташоване село, дійсно являла собою великий став. За історичними даними (записи Філарета Гумілевського та Юрія Виноградського) давня назва села — Блиставичі, а за записами історика Шафонського — Блистова. Історик Н. А. Насонов в своєму творі «Русская земля и образование територии древне-русского государства»(1951 р.) стверджує, що на цьому місці раніше стояв город Блестов (або Блестовит).
Город Блестов згадується в Іпат'євському списку літопису на 1151 р. Там же вказано, що недалеко від нього розташовані по гирлу Десни міста Хоробор та Сосниця. В час татарського нашестя ці міста були знищені. Професори Голубовський і Насонов в своїх творах дотримуються тієї думки, що Мена — це стародавнє місто Хоробор, але в дійсності, за іншими джерелами, останній стояв на території нинішнього села Макошино. В творі Русова «Описание Черниговской губернии»(т. І, г. Чернигов,1898г.) згадується Блистовське озеро, як про одне з найбільших озер долини Десни, у межах Сосницького уділу. Там же згадується про існування села Блиставиці (XVI ст.). В період знаходження Чернігівщини в складі литовсько-руської держави (вона потрапляє до її складу близько 1325 р.) до назви «Блестов» литвини додали улюблене закінчення «ичі» — маємо Блиставичі. Під такою назвою село фігурує в «Реестре границ Черниговских» датованих 1543—1546 рр., але за своїм змістом сягає XV ст.(«Акт Министерства Юстиции», т. І, 1897 г.). Сама назва Блестов (Блестовичі) напевно походить від блиску води в озері при ньому.

### Городище
Городище (дитинець) Блистовиту міститься на околиці теперішнього села, займаючи високий мис, утворений правобережною терасою річки Десна і річки Рівчак. У підніжжі тераси протікає Пулка — стариця річки Десна. З напільного боку (із заходу й півдня) городище оточене ярами, валом і ровом. Його майдан має округлу форму (40 х 30 м) і був по периметру оточений валом, що дуже осунувся і тепер прослідковується лише з напільного боку.
До дитинця примикав окольний град (ХІІ-ХІІІ ст.) і займав площу близько 1,5 га. З трьох боків окольний град оточувало поселення ХІ-ХІІІ ст. Як показали археологічні дослідження, Блистовит зведений на місці давнішнього сільського поселення.
Під час татарської навали восени 1239 р. Блистовит був повністю знищений і нове поселення на цьому місці згадується через два століття в «Реєстрі границь Чернігівських» за 1523–1526 рр. під назвою «Блистовичи», а також у праці А. А. Русова «Описание Черниговской губернии». У цей період (І половина XVI ст.) Чернігівщина входила до складу Великого князівства Литовського.
Перша церква-каплиця «козацького періоду» була побудована 1650 року на горі над річкою Пулкою. У той час у селі налічувалось біля сотні дворів і біля 700 мешканців.

## XIXст.— XX ст.
В 1802 р. у I стані Сосницького повіту, утворена Блиставська волость до складу якої входили населені пункти: Блистова (центр), Бірківка, Воловиця, Осьмаки, Ушня, хут. Ольходорф. Волостною головою у 1872 р. був І. Моренець.
У 1818 р. приміщення церкви було перенесене на 50 метрів у глибину погосту, де побудовано нову культову споруду з дерев'яного матеріалу. В 1894–1897 рр. на цьому ж погості було побудоване з цегли велике висотне приміщення церкви Різдва Богородиці.
У 1935 р. два куполи церкви були знесені, а в самому приміщенні розташувалися сільський клуб, бібліотека і спортивний зал середньої школи. 1992 року будівлю було повернуто для свого первісного призначення. Нині в ній знаходиться церква Різдва Богородиці.
У другій половині XIX ст. населення села ділилося на дві громади: козаків і селян.
У 1866 р. в Блистові налічувалося 193 двори і проживало 1476 осіб. У 1897 р. — 375 дворів і 2932 жителі. Щорічно відбувалося два ярмарки на рік.
В XVII–XIX ст. на території села був винокурний завод поміщиків. На ньому працювало від 50 до 80 робітників. Завод було ліквідовано в 1856 р.
В XVII–XVIII ст. в урочищі «Галків гай» знаходився цегельний завод, а в кінці XIX і на початку ХХ ст. такий же завод був в урочищі «Березовиця».
Основним заняттям населення було хліборобство, тваринництво і почасти риболовство та бджільництво. Безземелля змушувало селян-бідняків шукати землю для праці далеко за межами Чернігівщини і навіть України.
Так відоме велике переселення блистівчан у 1886–1892 рр., коли понад 100 дворів переселилося на вільні землі Далекого Сходу в Приамурський край, де вони стали одними із засновників міст і сіл (Спаськ, Воскресенка, Чернігівка). Багато жителів села переселилося в Середню Азію, на Кубань і на Кавказ. Частина населення їздила на заробітки в німецькі колонії, що знаходилися в Таврії.
Великим злом для жителів Блистови були неврожаї й посухи. Особливо відомий «чорний 1872 рік», коли перший дощ випав у районі села тільки на церковне свято «Іллю» (2 серпня). На цей час навіть листя на деревах почали сохнути". Весь хліб на полях загинув, урожай дала тільки пізня гречка, яка почасти і врятувала переважну більшість населення від смерті.
Крім того, народне горе посилювали часті пожежі. Так, тільки в одному 1882 р. пожежею було знищено 125 будівель. Для врятування від голодної смерті в селі існували два великих хлібозапасних магазини. В них жителі зберігали хліб на випадок неврожаю або пожежі. Ці магазини були ліквідовані в 1905–1907 рр.
У 1860 р. в селі була відкрита перша церковноприходська школа грамоти. Знаходилася вона на кухні в дяка Л. С. Карасика-Світлицького. В 1879 р. була відкрита земська народна початкова сільська школа з трирічним курсом навчання. Для цього було спеціально збудовано невелике приміщення.
В 1898–1899 рр. побудовано з цегли нову школу на два класних приміщення з двома квартирами для учителів. З 1900 р. школа стала з чотирирічним курсом навчання. У цьому ж році було відкрито медичний пункт, а в 1902 р. почав діяти перший кооперативний магазин товариства споживачів.
В період 1905–1907 рр. активну агітаційну роботу під лозунгом «Геть самодержавство!» вели місцеві жителі В'ялько, Кононевич, Картун, Федим, Єременко, які мали зв"язок із нелегальною організацією робітників.
Активну агітаційну і роз'яснювальну роботу також вів учень Ніжинського технічного училища Осипець, за що згодом виключений із навчального закладу. Світлим променем у житті блистівчан у революційні роки був народник, друг М. В. Лисенка, вчитель Й. Г. Турченко. Сам родом із Києва він мав зв"язок із київською організацією народників і постійно інформував жителів села про хід революційних подій у Росії.
За відомостями Чернігівського губернського статистичного бюро 1917 р. в селі налічувалося 604 двори і проживало близько 4000 осіб. Громада козаків становила близько 500 дворів, селян — близько 100. У володінні сімей поміщиків знаходилося 2200 га землі, козаків — 1500, селян — 150, інших — 120 га.
На фронтах Німецько-радянської війни боролися з ворогом 583 жителі села, із них 238 удостоєні орденів і медалей, 356 загинули. В 1950 р. три господарства, що існували в селі об'єдналися в колгосп імені Щорса.

## Період від 1988 р.
В 1988 році був створений підрядний колектив на орендній основі із числа 14 механізаторів, які вирощували всі сільськогосподарські культури на так званих «стольненських дачах». А це 1048 гектарів ріллі і 200 — луків. Ланковим орендної ланки колгоспу імені Щорса був Анатолій Гнатович Боюн.
В листопаді 1992 р. колгосп було реорганізовано в колективне сільськогосподарське підприємство, а в березні 2000 р., у результаті реформування сільськогосподарського виробництва, на базі КСП в Блистові організовуються два товариства з обмеженою відповідальністю «Блистівське» та імені Щорса.
Кооперативи мають у користуванні 1284 га сільськогосподарських угідь, у тому числі 640 га орної землі. Господарства спеціалізуються на вирощуванні зернових культур, картоплі, у тваринництві переважає м"ясо-молочний напрямок.
На території села створено і діє селянсько-фермерське господарство, у користуванні якого знаходиться 11 га сільськогосподарських угідь, у тому числі 8 га орної землі.
У Блистові є загальноосвітня школа І-ІІІ ступенів (187 учнів і 23 учителі), клуб на 200 місць, дві бібліотеки (книжковий фонд 31 тисяча примірників), фельдшерсько-акушерський пункт, три магазини, кафе, заготівельний пункт, їдальня, відділення зв"язку, ощадна каса.
На честь воїнів-односельців, які віддали своє життя в боротьбі проти німецько-нацистських загарбників в роки Другої Світової війни, споруджено обеліск, а на могилі радянських воїнів, що загинули під час визволення села — пам'ятник. 
12 червня 2020 року, відповідно до розпорядження Кабінету Міністрів України № 730-р «Про визначення адміністративних центрів та затвердження територій територіальних громад Чернігівської області», увійшло до складу Менської міської громади.
19 липня 2020 року, в результаті адміністративно-територіальної реформи та ліквідації Менського району, село увійшло до складу Корюківського району.

## Метричні книги та сповідні розписи
В фондах Державного архіву Чернігівської області зберігаються метричні книги та сповідні розписи, що велись Різдво-Богородицькою церквою починаючи з 1745 року
Ось перелік за роками сповідних розписів: 1745, 1754, 1761, 1763, 1770, 1775, 1778, 1779, 1781, 1787, 1789, 1894, 1801 та 1830. В цих документах міститься інформація у вигляді перепису населення села Блистови: склад сім'ї священника, повні імена жителів села, їх дітей, дворових (слуг), посполитих (бідних селян). Навпроти кожного імені вказувались вік особи та позначка про участь у сповіді. Пізніше церква вела метричні книги. Вони поділяются на три частини: народження, одруження, смерть. В книгах про народження вказувались імена батька і матері, ім'я новонародженого, статус батьків (більшість блистовчан були козаками і православними), дата хрещення, а також імена восприємників (хрещених батьків). В книгах про одруження писали повні імена молодих, їх вік, статус, імена поручителів. В книгах смерті писали ім'я померлого, вік, від чого помер (вказувались дитячі хвороби, нещасні випадки, утоплення, пожежі та ін.) та на якому кладовищі похований.
Ось перелік за роками метричних книг: 1833-1835 рр, 1838-1843 рр, 1872-1927 рр. Деякі частково пошкоджені або відсутні. Конкретні роки краще уточнювати на місці.
Так як формування архівного фонду постійно триває, то з часом можлива поява і книг по інших роках.

## Роди
В 1858 р. місцева козацька громада складалася з 1390 осіб, які належали до таких родів: Андрушка, Бредюк, Василенко, Ведмідь, Веребей, Гальчук, Ганчар, Головач, Гринько, Гур'єв, Гутор, Дохлик, Дудка, Жук, Загалець, Зінченко, Зінчук, Зюба, Іванищ, Іванищ-Щербина, Ільченко, Картун, Коваленко, Конах, Кононевич, Корень, Кривченко, Лаба, Лисиця, Луговський, Лях, Лящинський, Малай, Маренець, Марченко, Медун, Мишастий, Мякота, Нагиба, Нестеренко, Никон, Осипець, Отрошко, Пилипенко, Пятикоп, Савченко, Саповський, Сердюк, Силка, Сироїд, Тишкевич, Федаш, Цибулька, Черняг, Чудовський, Шекут, Шепелев, Шепіль, Шийка, Шинкаренко, Шкіра, Шупик.

## Відомі люди
Уродженцями Блистови є:
- Т. С. Корінь (1883 — † 1930) — чемпіон 1912 року з вільної боротьби;
- О. М. Лук'янова (Лисиця) (нар. 1922) — доктор медичних наук, заслужений діяч науки;
- М. В. Марченко (нар. 1954 р.) — видатний український музикант
- М. І. Мацуєв (1894 — † 1975) — відомий бібліограф і літературознавець;
- М. А. Мишастий (1890 — † 1978) — самодіяльний композитор, фольклорист і етнограф;

Деякий час у селі проживав відомий народний музикант і лірник А. Р. Гребень.
Станом на 01.01.2001 року в селі нараховувалось 662 двори і проживало 1254 особи.

## Цікавий факт
У селі дуже багато коней. Ще у 2005 році тут було близько 300 коней.